# Oldenlandia flosculosa
Oldenlandia flosculosa är en måreväxtart som beskrevs av William Philip Hiern. Oldenlandia flosculosa ingår i släktet Oldenlandia och familjen måreväxter.

## Underarter
Arten delas in i följande underarter:
- O. f. flosculosa
- O. f. hirtella